# Plautdietsch

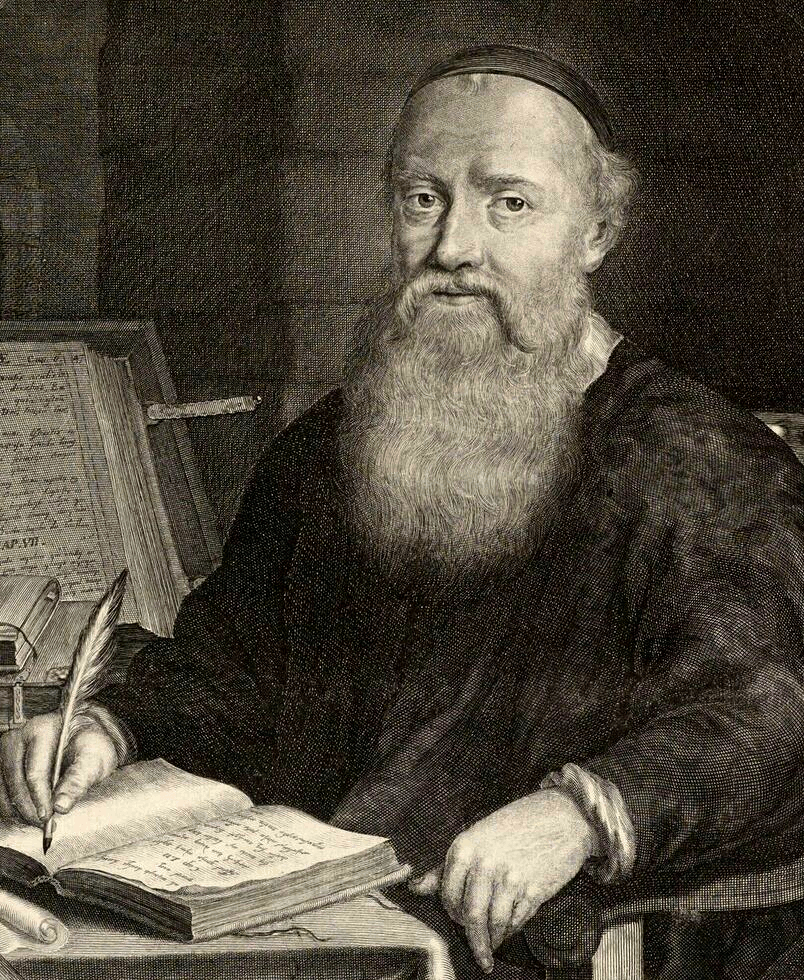
Menno Simonsz

Plautdietsch is de internationaal bekende aanduiding voor de oude, eigen taal van mennonieten of mennisten. Deze principieel geweldloze wederdopers, die zich later doopsgezinden noemden, waren oorspronkelijk volgelingen van een Friese pastoor uit Witmarsum, Menno Simonsz. (1496-1561). Deze was door Bijbelstudie tot radicaal evangelische inzichten gekomen. Hij trad in 1536 uit de Rooms-Katholieke Kerk en trok, zijn afwijkende zienswijzen predikend, door de Nederlanden en noordelijk Duitsland.

## Terminologie
Plautdietsch, meer fonetisch gespeld Ploat dietsj, betekent letterlijk hetzelfde als Platdiets. Deze aanduiding wordt in het Nederlands een enkele keer ook wel voor het Plautdietsch gebruikt, hoewel dat enige verwarring kan geven, omdat met Platdiets doorgaans de streektaal ten oosten van de Voerstreek in de Belgische provincie Limburg wordt aangeduid.
Het is opmerkelijk dat ook in de algemeen gehanteerde naam Plautdietsch de vorm dietsch bewaard is gebleven en dat die niet is samengevallen met Plattdüütsch (Nederduits), wat eerder te verwachten was geweest. Uiteraard zijn "Diets(ch), Duuts, Deutsch, Düütsch" verwante taalbegrippen al worden zij aangewend voor verschillende dialectclusters van het Nederduits-in-de-ruime-zin. In de 16e eeuw bestond er nog geen Standaardnederlands, maar was de volkstaal samengesteld uit vele dialecten. De Nederlandse, of met de middeleeuwse term Dietse dialecten vormden aan de oostelijke kant van ons taalgebied een continuüm met de aangrenzende Nederduitse, en de Nederlandse taal, c.q. Nederlandse dialecten werden dan ook Nederduits genoemd. Deze terminologische overlappingen geven aan dat er geen fundamentele verschillen en geen scherpe geografische afbakeningen waren. Tot ver in de moderne tijd kon de bevolking aan weerszijden van de Duits-Nederlandse staatsgrenzen elkaar tot diep in hun achterland wederzijds verstaan in hun eigen dialect (langs de Gronings-Duitse grens geldt dit voor oudere inwoners nog steeds). Pas later hebben het Algemeen (Beschaafd) Nederlands en het Hoogduits in hun rol van op school geleerde cultuurtaal de functie van uniek en aan de staat verbonden communicatiemedium overgenomen in dit gebied waar voorheen alleen vloeiende overgangen bestonden.
Aan te nemen is dat de variant Plautdietsch terug te voeren is op de achtergrond van de sprekers, Mennonieten ofwel mennisten die voor een belangrijk deel uit de Nederlanden afkomstig waren, en zich rond 1600 vestigden in de omgeving van Danzig, in de zogenaamde Danziger Niederung (delta), waar op dat moment andere dialectvormen van het Nederduits (Neder-Pruisisch) gesproken werden. Deze mennisten uit de Lage Landen, vooral uit Noord-Holland en Friesland, werden uitgenodigd de delta van de Weichsel (Wisła) droog te leggen en in te polderen vanwege hun kennis en ervaring van waterbeheer. Zij stichtten op drooggelegd gebied een aantal dorpen. Zij pasten zich weliswaar gaandeweg steeds meer aan de Nederpruisische streektaal aan, maar behielden toch ook markante eigen taaleigenheden. Hun Weichselplatt kwam, na de overname van dit gebied door het koninkrijk Pruisen in 1796 onder nog sterkere invloed van de Hoogduits bestuurs- en onderwijstaal.

## Ontstaan
Zo is het te begrijpen, dat het Plautdietsch als een derivaat van diverse Nederduitse dialecten is ontstaan, om zich vervolgens zowel van het huidige Nederlands als van het huidige Nedersaksisch/Nederduits te gaan onderscheiden. Het onderstaande tekstvoorbeeld van het Onze Vader in de vier betrokken taalvariëteiten laat ook duidelijk zien dat het Plautdietsch een zeer sterk Hoogduits element bezit. Dit is een gevolg van de overgang van de mennisten die de Nederduitse Bijbel gebruikten op de Hoogduitse, aan het einde van de 18de eeuw.
Waar in Amerika Düütsche varianten gesproken worden, zijn deze weliswaar ook van mennonieten afkomstig maar dan immigranten uit Midden- of Zuid-Duitstalige streken alsook uit het Zwitserse Bernerland. Zij werden daar verdreven en emigreerden naar Pennsylvanië. Daar spreken velen van de zogeheten Amish nog steeds een vorm van Bernerduits, dat in het Engels, niet door de begripsbetekenis maar door de klankgelijkenis, verwarrend wordt aangeduid als Pennsylvania Dutch (< Düütsch) maar met Nederlands weinig heeft te maken.

De basis van het Plautdietsch of Weichselplatt is 16e-eeuws Oostnederduits, de oostelijke variant van het Nederduits, dat sedert de late middeleeuwen als lingua franca en handelstaal werd gesproken van Vlaanderen tot in de Baltische landen en Finland.

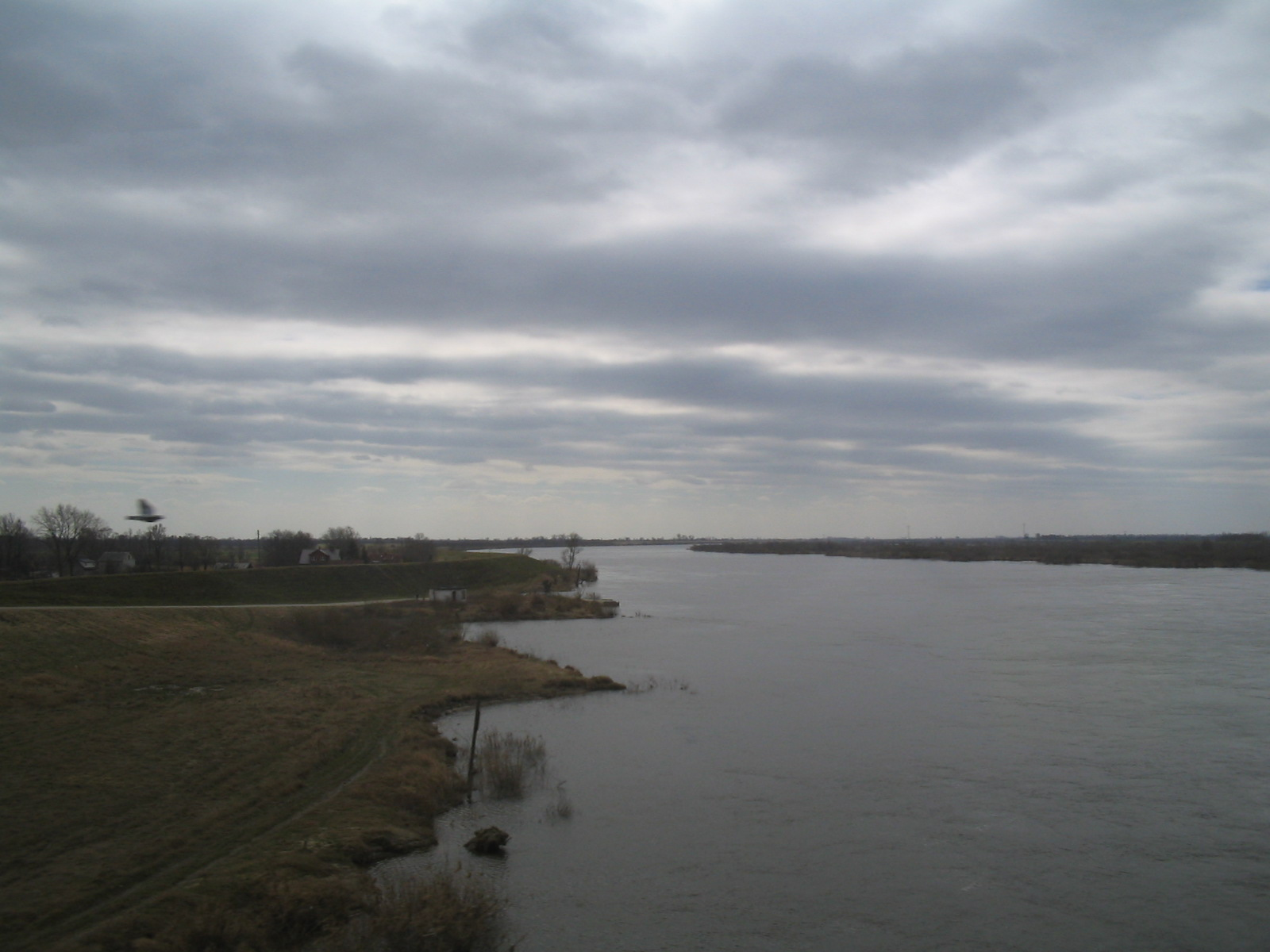
De Weichsel ten zuiden van Gdańsk

## Verspreiding
In de loop van vier eeuwen hebben mennonieten zich in kleine aantallen gevestigd in uithoeken in alle windstreken en over verschillende continenten, waar zij meestal in afgesloten dorpsgemeenschappen leven en strikt aan hun eigen tradities vasthouden. Hun snelle vermeerdering eist telkens weer nieuw land en zij zijn bereid dat overal te zoeken waar het te vinden is. Zij ontlenen hun identiteit voor een belangrijk deel aan hun eigen taal. Deze werd ook op dorpsschooltjes gebruikt, hoewel daar het Hoogduits van de Bijbel werd onderwezen. Daar wordt veel aandacht besteed aan schoonschrijven, borduren, gedichten declameren en liederen zingen, waarbij het Plautdietsch een grote rol speelt. Er worden nog steeds bijbels, zangbundels, kinderliedboekjes, woordenboeken en niet te vergeten kookboeken in het Plautdietsch uitgegeven.
Na 1789 trok een deel van de mennisten uit het Weichseldelta naar Oekraïne (zie Rusland-Duitsers), omdat de Pruisische regering niet langer een vrijstelling van de dienstplicht toestond, en vervolgens verspreidde hun Plautdietsch zich vandaar over de halve wereld. Eerst door de vestiging van nieuwe kolonies in westelijk Siberië, vanuit de overbevolkte oude kolonies in Oekraïne. Na 1870 door emigratie vanuit Rusland naar Amerika, omdat de vrijstelling van militaire, nu Russische, dienstplicht werd ingetrokken. Zij werden gelijkgesteld met de andere Ruslandduitsers en velen emigreerden na 1920 vanwege vervolging en onteigening in het kader van de Sovjetisering. Na 1939 werden zij als staatsgevaarlijk naar Siberië gedeporteerd waarbij velen van hen omkwamen. Na 1945 kon een deel emigreren uit de Sovjet-Unie met Amerikaanse hulp. Ten slotte ging het restant na 1990 naar Duitsland en vandaar voor een deel verder naar Amerika.
Veel mennonieten vestigden zich in Noord-Amerika (in het bijzonder Canada) en Latijns-Amerika (vooral Mexico, Bolivia, Paraguay, Belize, Brazilië, Argentinië en Uruguay); van de laatsten leven de meesten in plattelandskolonies en hebben Spaanse en Portugese woorden opgenomen in hun eigen taal. Er zijn thans in totaal ongeveer 400.000 sprekers van het Plautdietsch, te verdelen over vier ongeveer even grote groepen: Canada (in vooral Manitoba en Saskatchewan) en de Verenigde Staten; Duitsland; Kazachstan en Latijns-Amerika (Mexico, Paraguay, Bolivia, Brazilië en Belize). Er zijn twee hoofddialecten, die teruggaan op twee kolonies in Oekraïne, de oude en de nieuwe. Veel jongere Russische mennonieten in Canada en de Verenigde Staten spreken tegenwoordig alleen Engels.

## Tekstvoorbeeld
De tekst van het Onze Vader in het Plautdietsch, het Plattdüütsch / Nedersaksisch (Sleeswijk-Holstein) (variant A), het Plattdüütsch / Nederduits (variant B) en het Nederlands
| Plautdietsch                                                 | Plattdüütsch / Nedersaksisch A                    | Plattdüütsch / Nederduits B        | Nederlands                                                                  |
| ------------------------------------------------------------ | ------------------------------------------------- | ---------------------------------- | --------------------------------------------------------------------------- |
| Ons Voda em Himmel,                                          | Unse Vader in' Himmel,                            | Uns Vader in Himmel,               | Onze Vader die in de hemel zijt,                                            |
| lot dien Nome jeheilicht woare;                              | Laat hilligt warrn dienen Namen.                  | Heiliget is dien Naam.             | (Laat) Uw naam worde(n) geheiligd,                                          |
| lot dien Ritjdom kome;                                       | Laat kamen dien Riek.                             | Dien Riek sall komen.              | Uw (konink)rijk kome.                                                       |
| lot dien Welle jedone woare,                                 | Laat warrn dienen Willen,                         | Dien Will doch doon,               | Uw wil geschiede,                                                           |
| uck hia oppe Ed, soo aus em Himmel;                          | so as in'n Himmel so ok op de Eerd.               | up Welt as dat is in Himmel.       | op aarde zoals in de hemel.                                                 |
| jeff ons Dach fe Dach daut Broot, daut ons fehlt;            | Uns' dääglich Brood giff uns vundaag.             | Gäv uns dis Dag, uns dagliks Brod. | Geef ons heden ons dagelijks brood,                                         |
| en vejeff ons onse Schult,                                   | Un vergiff uns unse Schuld,                       | Un vergäv uns uns Schuld,          | en vergeef ons onze schuld,                                                 |
| soo aus wie den vejewe, dee sich jeajen ons veschuldicht ha; | as wi di vergeben hebbt, de an uns schüllig sünd. | as wi vergäven uns Schuldners.     | zoals ook wij aan anderen hun schuld vergeven (vergeven onze schuldenaren). |
| en brinj ons nich en Vesetjunk nenn,                         | Un laat uns nich versöcht warrn.                  | Un bring uns nich in Versuchung.   | en leid ons niet in bekoring (breng ons niet in verzoeking),                |
| oba rad ons von Beeset.                                      | Mak uns frie vun dat Böse.                        | Aber spaar uns van de Übel.        | maar verlos (red) ons van het kwade (boze).                                 |